# ماجي كاباما
مارجريت (أو ماجي) رشيدي كاباما (بالإنجليزية: Maguy Kabamba)، (من مواليد 3 أغسطس 1960)، هي كاتبة ومترجمة من جمهورية الكونغو الديمقراطية.

## نُبذة
حاصلة على شهادة البكالوريوس في الترجمة من جامعة يورك في تورونتو، أونتاريو. وكذلك شهادة الماجستير للغة الفرنسية وماينر (تخصص فرعي) في اللغة الإسبانية من جامعة سانت لويس، ميزوري.
خلال العام الدراسي 2007-2008 عملت ماجي كمدرسة للغة الفرنسية (المستوى الثالث) في مدرسة دولس الثانوية (شوجر لاند، تكساس).

### مؤلفاتها
صدرت أول رواية لها بعنوان: ديون المستعمرات (بالفرنسية: La Dette coloniale) في عام 1995. ويقدم الكتاب نظرة نقدية لاعتقاد العديد من الأفارقة بأن حياة أفضل يمكن إيجادها في أوروبا. يشير العنوان إلى أن فلسفة اكتساب السلع والأموال بأي وسيلة (أي الأعمال الإجرامية) هو حق مشروع. وكثيراً ما استخدم الزعماء الكونغوليون هذه العبارة.
كتابها الثاني -رواية- بعنوان: الجواب (بالفرنسية:La réponse)، حيث أنها ترسم صورة للمجتمع الكونغولي الحالي. 

## وصلات خارجية
- African Writers bio نسخة محفوظة 7 أكتوبر 2006 على موقع واي باك مشين.
- African Writers bio (same as above in French with more information)